# كأس العالم 1970
بطولة كأس العالم 1970 البطولة التاسعة في تاريخ كأس العالم لكرة القدم, استضافتها المكسيك في الفترة ما بين 31 مايو إلى 30 يونيو، و فازت المكسيك بشرف استضافة البطولة بعدما تغلبت على الأرجنتين في التصويت الذي أقيم في العاصمة اليابانية طوكيو. و تصبح بذلك أول بطولة تقام خارج قارتي أوروبا وأمريكا الجنوبية، و الأولى التي تقام في قارة أمريكا الشمالية.
تأهلت المكسيك كدولة مستضيفة و إنجلترا كبطل للنسخة السابقة، بينما تنافست 75 دولة على 14 بطاقة تأهل. و استجاب الاتحاد الدولي لكرة القدم لمطالب قارتي آسيا وأفريقيا بعدما انسحبوا من المنافسة في بطولة كأس العالم لكرة القدم 1966، وقام بمنح كل القارتي بطاقة كاملة، بينما امتلكت أوروبا 8 بطاقات و أمريكا الجنوبية 3 بطاقات، وبطاقة لقارة أمريكا الشمالية. شهدت البطولة مشاركة منتخب المغرب و يصبح ثاني المنتخبات العربية مشاركة بكأس العالم بعد منتخب مصر الذي شارك في كأس العالم لكرة القدم 1934. شهدت البطولة فشل العديد من المنتخبات الكبيرة في التأهل مثل منتخب الأرجنتين، منتخب فرنسا، منتخب إسبانيا ومنتخب البرتغال.
أيضاً، وكما شهدت البطولة تغييرات في بطاقات التأهل نتجت عنها مشاركة 16 منتخباً من كل القارات، طال التغيير ليشمل بعض القواعد و القوانين. حيث تم أيضاً السماح بإجراء تبديلين لكل منتخب للمرة الأولى في تاريخ البطولة، كما منح الحكام حق رفع البطاقتين الصفراء والحمراء. بعد أن كانت من قبل شفهيًا، ولم يتم استخدام البطاقة الحمراء في تلك البطولة. ومع التقدم في مجال الاتصالات الفضائية، جذبت كأس العالم 1970 رقم قياسي جديد لجمهور المتابع لمنافسات البطولة. فكانت المرة الأولى التي يشاهد فيها الجمهور المباريات على الهواء مباشرة، و عبر الشاشات الملونة عن طريق البث التلفزيوني الملون.
شهدت البطولتين مباراتين تم تصنيفهما من أفضل 10 مباريات في تاريخ كأس العالم لكرة القدم أولها نهائي كأس العالم لكرة القدم 1970 بينما الثانية كانت في الدور قبل النهائي بين المنتخب الإيطالي ونظيره الألماني، والتي عُرِفَت فيما بعد باسم مباراة القرن. ففي الدور القبل النهائي التقى منتخب إيطاليا مع منتخب ألمانيا في مباراة صنفها الاتحاد الدولي لكرة القدم بأنها بأنها الأفضل تاريخياً بين المنتخب الإيطالي ونظيره الألماني. فبعد انتهاء الوقت الأصلي بالتعادل 1-1 بتوقيع كل من روبيرتو بونينسيغنا و صاحب الهدف في الدقيقة التسعين كارل هينز شنيلينجير. ليلعب المنتخبان الوقت الإضافي، والذي شهد خلالها 5 أهداف متتالية، ابتدأها الألماني جيرد مولر، ثم ترد إيطاليا بهدفين من تارشيزيو بورغنيتش ولويجي ريفا. ثم يرجع جيرد مولر الأمور لنصابها بتسجيله التعادل وتصبح النتيجة 3-3، اختتم جاني ريفيرا الأهداف الخمسة بهدف قاتل، ليصبح النصر حليف منتخب الإيطالي بنتيجة 4-3.
أقيم نهائي كأس العالم لكرة القدم 1970 على ملعب أزتيكا، أمام 107,412 متفرج، والتي جمعت منتخب البرازيل ومنتخب إيطاليا. و كان كل من المنتخبين يطمح للفوز للمرة بكأس العالم للمرة الثالثة في تاريخه ليمتلك كأس جول ريميه للأبد. تقدمت البرازيل أولاً عن طريق بيليه، ثم عادلت إيطاليا النتيجة بواسطة روبيرتو بونينسيغنا و ينتهي الشوط الأول بالتعادل 1-1. في الشوط الثاني، سجلت البرازيل ثلاثة أهداف متتالية عن طريق كل من غيرسون وجارزينيو وكارلوس ألبرتو توريس، لينتهي اللقاء بفوز البرازيل بنتيجة 4-1. و بهذا الفوز أصبحت البرازيل أول بلد يفوز بالكأس لثلاث مرات ويمتلك كأس جول ريميه، بعدما حصل على البطولتين عامي 1958 و1962. دخلت البرازيل التاريخ بهذا الفوز، فأصبح ماريو زاغالو أول شخص يفوز بكأس العالم كلاعب (عامي 1958 و1962) و كمدرب (عام 1970). و أصبحت البرازيل أول منتخب يحرز كأس العالم و يفوز بجميع اللقاءات التي لعبها، و أصبح جارزينيو أول لاعب يسجل في كل مباريات البطولة التي لعبها.

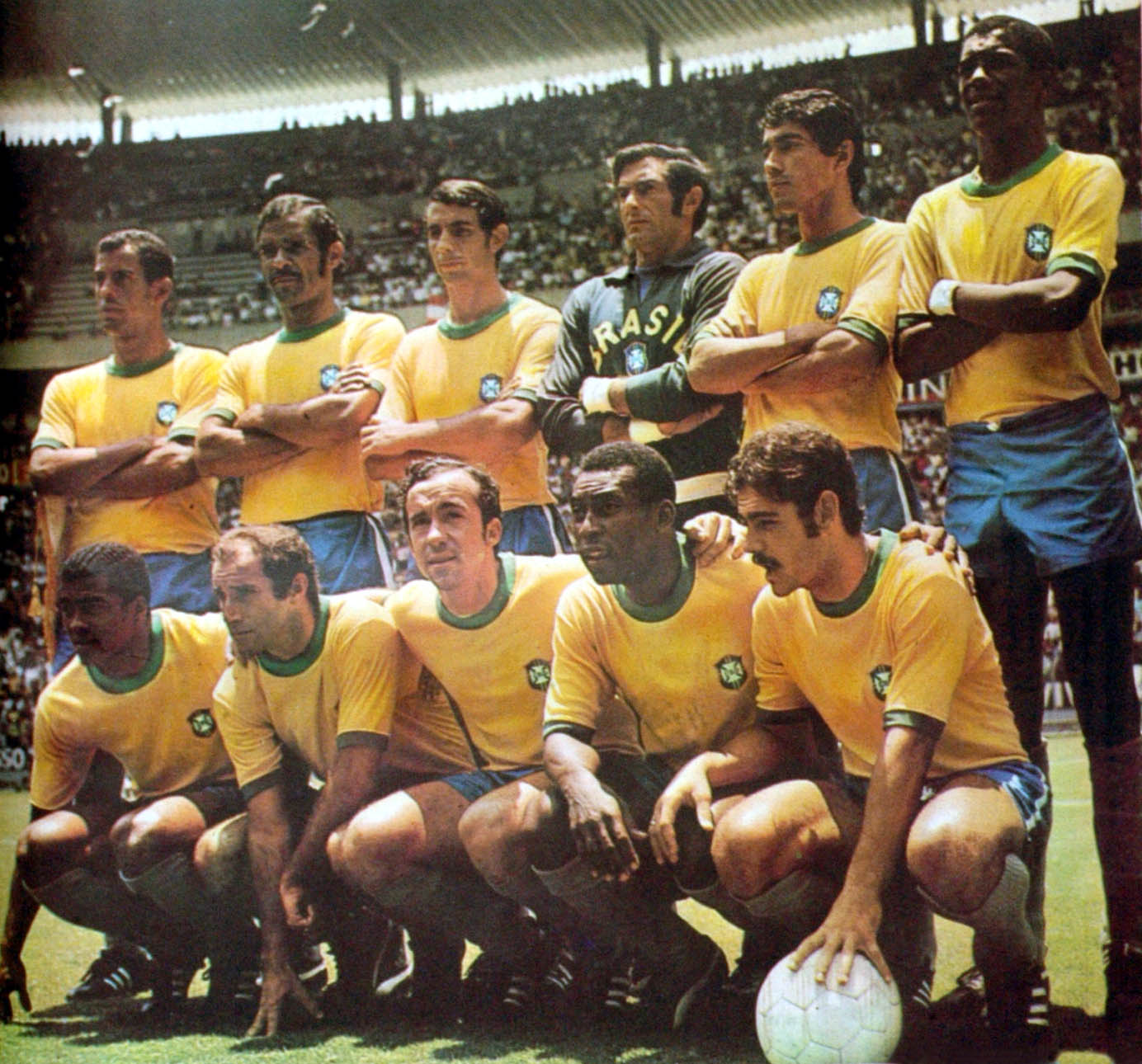
منتخب البرازيل الفائز بالكأس.

## دور المجموعات

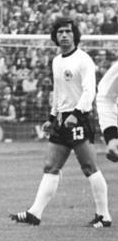
غيرد مولر هداف البطولة.

في كأس العالم 1970، أعلنت لجنة الفيفا تقسيم الفرق الـ16 المُتأهلة إلى أربع "مجموعات جغرافية"، والتي أخذت من ضمنها الاعتبارات السياسية؛ بحيث ضمن النظام عدم تعارض إسرائيل والمغرب مع بعضهما البعض بعد أن هدد المغرب في وقت سابق بالانسحاب من البطولة، كما فعلوا من بطولة كرة القدم الأولمبية عام 1968.

### المجموعة أ
| # | الفريق           | لعب | ف | ت | خ | له | عليه | فا | نقاط | التأهل                        |
| - | ---------------- | --- | - | - | - | -- | ---- | -- | ---- | ----------------------------- |
| 1 | الاتحاد السوفيتي | 3   | 2 | 1 | 0 | 6  | 1    | +5 | 7    | التاهل إلى مرحلة خروج المغلوب |
| 2 | المكسيك          | 3   | 2 | 1 | 0 | 5  | 0    | +5 | 7    | التاهل إلى مرحلة خروج المغلوب |
| 3 | بلجيكا           | 3   | 1 | 0 | 2 | 4  | 5    | -1 | 3    |                               |
| 4 | السلفادور        | 3   | 0 | 0 | 3 | 0  | 9    | -9 | 0    |                               |

### المجموعة ب
| # | الفريق     | لعب | ف | ت | خ | له | عليه | فا | نقاط | التاهل                        |
| - | ---------- | --- | - | - | - | -- | ---- | -- | ---- | ----------------------------- |
| 1 | إيطاليا    | 3   | 1 | 2 | 0 | 1  | 0    | +1 | 4    | التأهل إلى مرحلة خروج المغلوب |
| 2 | الأوروغواي | 3   | 1 | 1 | 1 | 2  | 1    | +1 | 3    | التأهل إلى مرحلة خروج المغلوب |
| 3 | السويد     | 3   | 1 | 1 | 1 | 2  | 2    | 0  | 3    |                               |
| 4 | إسرائيل    | 3   | 0 | 2 | 1 | 1  | 3    | -2 | 2    |                               |

### المجموعة ج
| # | الفريق        | لعب | ف | ت | خ | له | عليه | فا | نقاط | التاهل                        |
| - | ------------- | --- | - | - | - | -- | ---- | -- | ---- | ----------------------------- |
| 1 | البرازيل      | 3   | 3 | 0 | 0 | 8  | 3    | +5 | 6    | التأهل إلى مرحلة خروج المغلوب |
| 2 | إنجلترا       | 3   | 2 | 0 | 1 | 2  | 1    | +1 | 4    | التأهل إلى مرحلة خروج المغلوب |
| 3 | رومانيا       | 3   | 1 | 0 | 2 | 4  | 5    | -1 | 2    |                               |
| 4 | تشيكوسلوفاكيا | 3   | 0 | 0 | 3 | 2  | 7    | -5 | 0    |                               |

### المجموعة د

تشكيلة المباراة النهائية بين البرازيل وإيطاليا.

| # | الفريق          | لعب | ف | ت | خ | له | عليه | فا | النقاط | التاهل                        |
| - | --------------- | --- | - | - | - | -- | ---- | -- | ------ | ----------------------------- |
| 1 | ألمانيا الغربية | 3   | 3 | 0 | 0 | 10 | 4    | +6 | 6      | التاهل إلى مرحلة خروج المغلوب |
| 2 | بيرو            | 3   | 2 | 0 | 1 | 7  | 5    | +2 | 4      | التاهل إلى مرحلة خروج المغلوب |
| 3 | بلغاريا         | 3   | 0 | 1 | 2 | 5  | 9    | -4 | 1      |                               |
| 4 | المغرب          | 3   | 0 | 1 | 2 | 2  | 6    | -4 | 1      |                               |

## مرحلة خروج المغلوب
المكسيك1-4ايطاليا-
البرازيل4-2بيرو-الاوروغواي1-0الاتحادالسوفيتي-
انجلترا2-3المانياالغربية

## ترتيب المنتخبات حسب النقاط والأهداف
| الترتيب | المنتخب          | فاز | تعادل | خسر | نقط | له | عليه | فرق |
| ------- | ---------------- | --- | ----- | --- | --- | -- | ---- | --- |
| 1       | البرازيل         | 6   | 0     | 0   | 12  | 19 | 7    | 12  |
| 2       | إيطاليا          | 3   | 2     | 1   | 8   | 10 | 8    | 2   |
| 3       | ألمانيا الغربية  | 5   | 0     | 1   | 10  | 17 | 10   | 7   |
| 4       | الأوروغواي       | 2   | 1     | 3   | 5   | 4  | 5    | 1-  |
| 5       | الاتحاد السوفيتي | 2   | 1     | 1   | 5   | 6  | 2    | 4   |
| 6       | المكسيك          | 2   | 1     | 1   | 5   | 6  | 4    | 2   |
| 7       | بيرو             | 2   | 0     | 2   | 4   | 9  | 9    | 0   |
| 8       | إنجلترا          | 2   | 0     | 2   | 4   | 4  | 4    | 0   |
| 9       | السويد           | 1   | 1     | 1   | 3   | 2  | 2    | 0   |
| 10      | رومانيا          | 1   | 0     | 2   | 2   | 4  | 5    | 1-  |
| 10      | بلجيكا           | 1   | 0     | 2   | 2   | 4  | 5    | 1-  |
| 12      | إسرائيل          | 0   | 2     | 1   | 2   | 1  | 3    | 2-  |
| 13      | بلغاريا          | 0   | 1     | 2   | 1   | 5  | 9    | 4-  |
| 14      | المغرب           | 0   | 1     | 2   | 1   | 2  | 6    | 4-  |
| 15      | تشيكوسلوفاكيا    | 0   | 0     | 3   | 0   | 2  | 7    | 5-  |
| 16      | السلفادور        | 0   | 0     | 3   | 0   | 0  | 9    | 9-  |
| ***     | المجموع          | 27  | 5     | 27  | *** | 95 | 95   | 0   |

ملحوظة:الخطوط الزرقاء تفصل ما بين الأدوار التي تقصى فيها الفرق.